# IC 1847
IC 1847 је спирална галаксија у сазвјежђу Ован која се налази на листи објеката дубоког неба у Индекс каталогу.
Деклинација објекта је + 14° 30' 20" а ректасцензија 2h 47m 53,6s. Привидна величина (магнитуда) објекта IC 1847 износи 14,6 а фотографска магнитуда 15,4. IC 1847 је још познат и под ознакама CGCG 440-10, NPM1G +14.0092, PGC 10580.